# 扈蒙
扈蒙（915年—986年），字日用，幽州安次縣人，後周、北宋政治人物。

## 生平
少以文學名，後晉天福年間中進士。後周時任右拾遺、直史館、知制誥。當時其從弟扈載為翰林學士，時人稱二扈。入宋後由中書舍人遷翰林學士，乾德六年（968年）復為知制誥，充史館修撰。典章儀注，多由扈蒙所定。開寶六年（973年）與薛居正、劉兼、李穆、李九齡、盧多遜、張澹、李昉等同修《五代史》，又與李昉等同編《文苑英華》。太平興國四年（979年）從征北漢歸來後，轉戶部侍郎，加翰林學士承旨，雍熙三年（986年）以工部尚書致仕，同年卒，贈右僕射。

## 延伸阅读
[在维基数据编辑]
 《宋史·卷269》，出自脱脱《宋史》